# رایان استرین
رایان استرین (انگلیسی: Ryan Strain؛ زادهٔ ۲ آوریل ۱۹۹۷) بازیکن فوتبال اهل بریتانیا است.
از باشگاه‌هایی که در آن بازی کرده‌است می‌توان به باشگاه فوتبال استون ویلا اشاره کرد.
وی همچنین در تیم ملی فوتبال استرالیا بازی کرده‌است.